# Sūdān ’Awwal Ğāmi‘a (2009)
Rozgrywki 2009 były 46. sezonem najwyższej ligi sudańskiej. Tytułu mistrzowskiego bronił Al-Merreikh Omdurman.

## Uczestnicy
| Zespół                 | Trener           | Stadion                   | Pojemność | Miasto      |
| ---------------------- | ---------------- | ------------------------- | --------- | ----------- |
| Al-Ahli Wad Medani     |                  | Algazira Stadium          | 15000     | Wad Madani  |
| Al-Hilal Kadougli      | Bakri Abdulgalil | Kadugli Stadium           | 1000      | Kadukli     |
| Al-Hilal Omdurman      | Dutra            | AlHilal Stadium           | 45000     | Omdurman    |
| Al-Hilal Port Sudan    |                  | Stade Port Sudan          | 7000      | Port Sudan  |
| Al-Ittihad Wad Medani  | Mahir Hamam      | Stade Wad Medani          | 5000      | Wad Madani  |
| Al-Merreikh Omdurman   | Rodion Gačanin   | Al Merreikh Stadium       | 42000     | Omdurman    |
| Al-Mourada Omdurman    | Borhan Tia       | Stade de Omdurman         | 14000     | Omdurman    |
| Al-Nil Al-Hasahesa     | Gamal Abdallah   | Al-Hasahesa Stadium       | 3000      | Al-Hasahesa |
| Amal Atbara            |                  | Stade Al-Amal Atbara      | 4000      | Atbara      |
| Hay al-Arab Port Sudan | Raeft Maki       | Stade Port Sudan          | 7000      | Port Sudan  |
| Al-Chartum             | Alfateh Alnager  | Khartoum Stadium          | 33500     | Chartum     |
| Al Merghani Kassala    | Mubarak Sulieman | Stade Al-Merghani Kassala | 11000     | Kassala     |
| Al-Shimali             |                  | Atbara Stadium            | 15000     | Atbara      |

## Tabela
| Lp. | Drużyna                | M  | Z  | R  | P  | Bramki | Pkt | Uwagi                                 |
| --- | ---------------------- | -- | -- | -- | -- | ------ | --- | ------------------------------------- |
| 1   | Al-Hilal Omdurman      | 24 | 22 | 1  | 1  | 60-8   | 67  | Mistrzostwo, Afrykańska Liga Mistrzów |
| 2   | Al-Merreikh Omdurman   | 24 | 18 | 6  | 0  | 64-16  | 60  | Afrykańska Liga Mistrzów              |
| 3   | Al-Chartum             | 24 | 9  | 9  | 6  | 28-27  | 36  | Afrykański Puchar Konfederacji        |
| 4   | Amal Atbara            | 24 | 9  | 8  | 7  | 29-29  | 35  | Afrykański Puchar Konfederacji        |
| 5   | Al-Nil Al-Hasahesa     | 24 | 9  | 5  | 10 | 26-22  | 32  |                                       |
| 6   | Al-Ahli Wad Medani     | 24 | 7  | 10 | 7  | 29-31  | 31  |                                       |
| 7   | Al-Mourada             | 24 | 7  | 8  | 9  | 29-29  | 29  |                                       |
| 8   | Merghani Kassala       | 24 | 7  | 7  | 10 | 26-31  | 28  |                                       |
| 9   | Al-Hilal Port Sudan    | 24 | 7  | 6  | 11 | 25-43  | 27  |                                       |
| 10  | Hay al-Arab Port Sudan | 24 | 6  | 8  | 10 | 27-32  | 26  |                                       |
| 11  | Al-Hilal Kadougli      | 24 | 5  | 7  | 12 | 27-41  | 22  |                                       |
| 12  | Al-Ittihad Wad Medani  | 24 | 5  | 7  | 12 | 24-49  | 22  | Spadek                                |
| 13  | Al-Shimali             | 24 | 3  | 2  | 19 | 13-49  | 11  | Spadek                                |

Źródło: Goalzz.com

## Najlepsi strzelcy
| Miejsce | Zawodnik             | Drużyna              | Bramki |
| ------- | -------------------- | -------------------- | ------ |
| 1       | Kelechi Osunwa       | Al-Merreikh Omdurman | 21     |
| 2       | Mudathir El Tahir    | Al-Hilal Omdurman    | 20     |
| 3       | Endurance Idahor     | Al-Merreikh Omdurman | 11     |
| 4       | Muhannad Eltahir     | Al-Hilal Omdurman    | 10     |
| 5       | Sayed Gadrin         | Al-Ahli Wad Medani   | 9      |
| 5       | Mohammed Osman Hanno | Al-Mourada           | 9      |
| 7       | Ahmed Saa'd          | Al-Hilal Port Sudan  | 8      |